# Kombinacja norweska na Zimowych Igrzyskach Olimpijskich 1998
Kombinacja norweska na Zimowych Igrzyskach Olimpijskich 1998 odbyła się w dniach 14 – 20 lutego 1998 roku w Kompleksie skoczni narciarskich w Hakubie. Zawodnicy rywalizowali w dwóch konkurencjach: indywidualnych zawodach metodą Gundersena (skoki na normalnej skoczni/bieg na 15 km) oraz zawodach drużynowych (skoki na normalnej skoczni/sztafeta 4x5 km). W kombinacji norweskiej na XVIII IO startowali tylko mężczyźni, ponieważ konkurencje kobiece nie były częścią programu olimpijskiego.

## Wyniki

### Gundersen
| Miejsce | Zawodnik          | Reprezentacja | Wynik    |
| ------- | ----------------- | ------------- | -------- |
| 1.      | Bjarte Engen Vik  | Norwegia      | 41:21,1  |
| 2.      | Samppa Lajunen    | Finlandia     | + 27,5   |
| 3.      | Walerij Stolarow  | Rosja         | + 28,2   |
| 4.      | Kenji Ogiwara     | Japonia       | + 1:21,1 |
| 5.      | Milan Kučera      | Czechy        | + 1:24,7 |
| 6.      | Tsugiharu Ogiwara | Japonia       | + 1:25,3 |
| 7.      | Nicolas Bal       | Francja       | + 1:25,7 |
| 8.      | Mario Stecher     | Austria       | + 1:48,8 |

### Sztafeta
| Miejsce | Reprezentacja | Zawodnicy                                                          | Wynik    |
| ------- | ------------- | ------------------------------------------------------------------ | -------- |
| 1.      | Norwegia      | Halldor Skard Kenneth Braaten Bjarte Engen Vik Fred Børre Lundberg | 54:11,5  |
| 2.      | Finlandia     | Samppa Lajunen Jari Mantila Tapio Nurmela Hannu Manninen           | + 1:18,9 |
| 3.      | Francja       | Sylvain Guillaume Nicolas Bal Ludovic Roux Fabrice Guy             | + 1:41,9 |
| 4.      | Austria       | Christoph Eugen Christoph Bieler Mario Stecher Felix Gottwald      | + 1:53,1 |
| 5.      | Japonia       | Tsugiharu Ogiwara Satoshi Mori Gen Tomii Kenji Ogiwara             | + 2:07,3 |
| 6.      | Niemcy        | Matthias Looß Ronny Ackermann Thorsten Schmitt Jens Deimel         | + 2:10,5 |
| 7.      | Szwajcaria    | Marco Zarucchi Andreas Hartmann Jean-Yves Cuendet Urs Kunz         | + 2:30,1 |
| 8.      | Czechy        | Marek Fiurášek Milan Kučera Jan Matura Ladislav Rygl               | + 2:53,2 |